# Walajabad
Walajabad là một thị xã panchayat của quận Kancheepuram thuộc bang Tamil Nadu, Ấn Độ.

## Địa lý
Walajabad có vị trí 12°46′B 79°47′Đ / 12,77°B 79,78°Đ Nó có độ cao trung bình là 65 mét (213 feet).

## Nhân khẩu
Theo điều tra dân số năm 2001 của Ấn Độ, Walajabad có dân số 10.859 người. Phái nam chiếm 50% tổng số dân và phái nữ chiếm 50%. Walajabad có tỷ lệ 75% biết đọc biết viết, cao hơn tỷ lệ trung bình toàn quốc là 59,5%: tỷ lệ cho phái nam là 82%, và tỷ lệ cho phái nữ là 68%. Tại Walajabad, 12% dân số nhỏ hơn 6 tuổi.